# Luiz Diallisson de Souza Alves
Luiz Diallisson de Souza Alves (Apodi, 13 december 1986), ook wel kortweg Apodi genoemd, is een Braziliaans voetballer.